# Antoni Karwowski

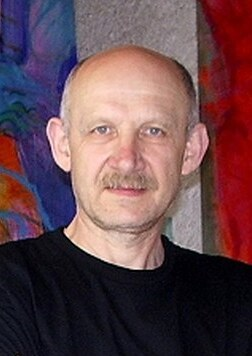
Antoni Karwowski in seinem Atelier

Antoni Karwowski (* 14. April 1948 in Grajewo) ist ein polnischer Maler der lyrischen Abstraktion und Performance-Künstler.

## Leben
Karwowski wuchs in einer kleinen Stadt in Ostpolen auf, die vom Nationalpark Biebrza umgeben ist. Sein Vater arbeitete als Sozialarbeiter und in der Kulturförderung, seine Mutter als Friseurin. Er hat einen jüngeren Bruder. Seinen ersten Malunterricht erteilte ihm sein Vater. Außerdem beeinflusste sein russischer Großvater, der Gedichte schrieb und alte russische Lieder sang, seinen künstlerischen Werdegang.
Nach dem Abitur experimentierte Antoni Karwowski neben der Malerei mit verschiedenen Kunstformen. Er wohnte an verschiedenen Orten und besuchte mehrere Universitäten, arbeitete zwischenzeitlich auch als Bergarbeiter, bis er sich an der Fakultät der schönen Künste der Universität Thorn ausbilden ließ.
Seine Bilder befinden sich in verschiedenen privaten Sammlungen in Europa. Er erhielt ebenfalls Aufträge von Unternehmen, etwa von einer radiologischen Arztpraxis in Dortmund, für die er 2005 ein 53 Meter langes Wandgemälde schuf.

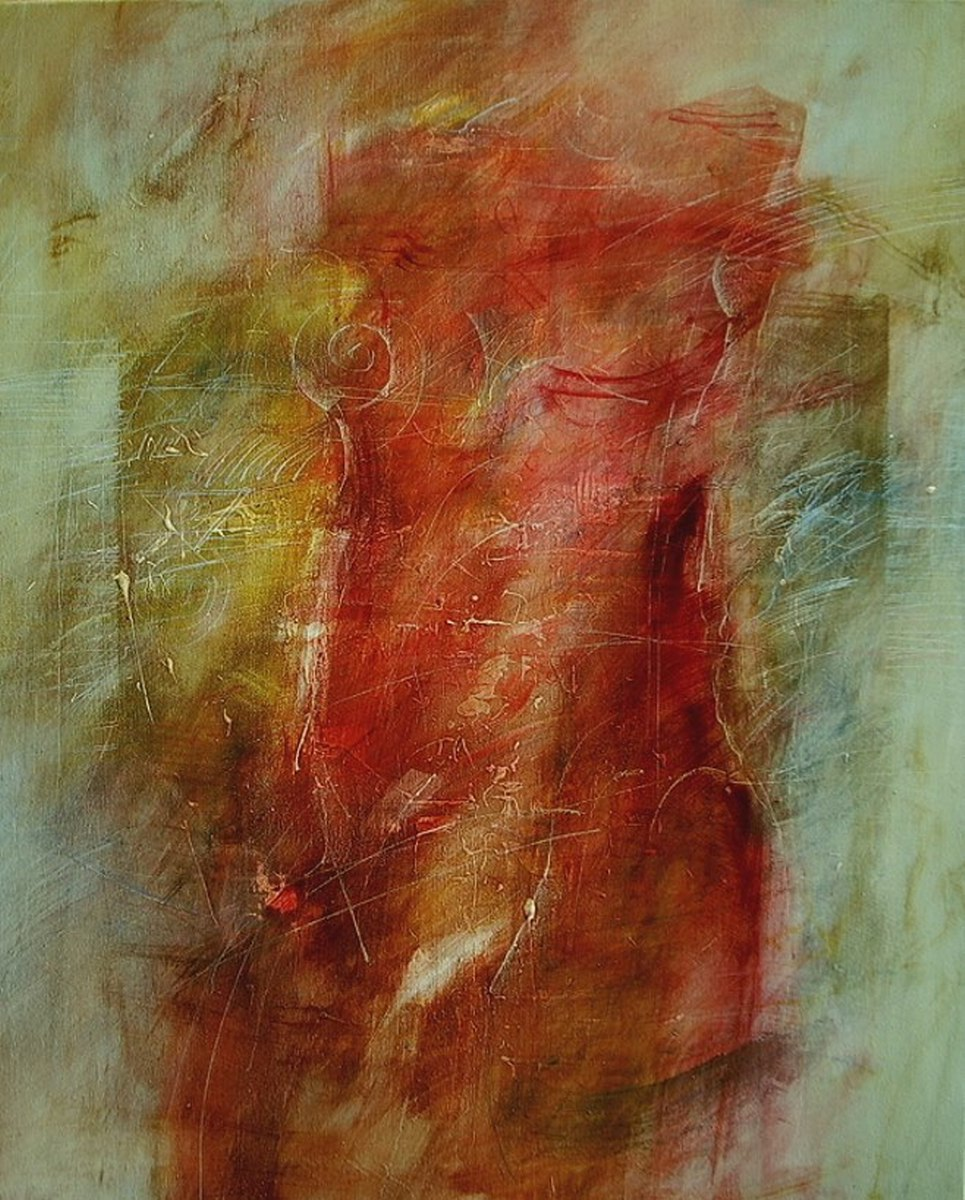
Girl with Green Dogs
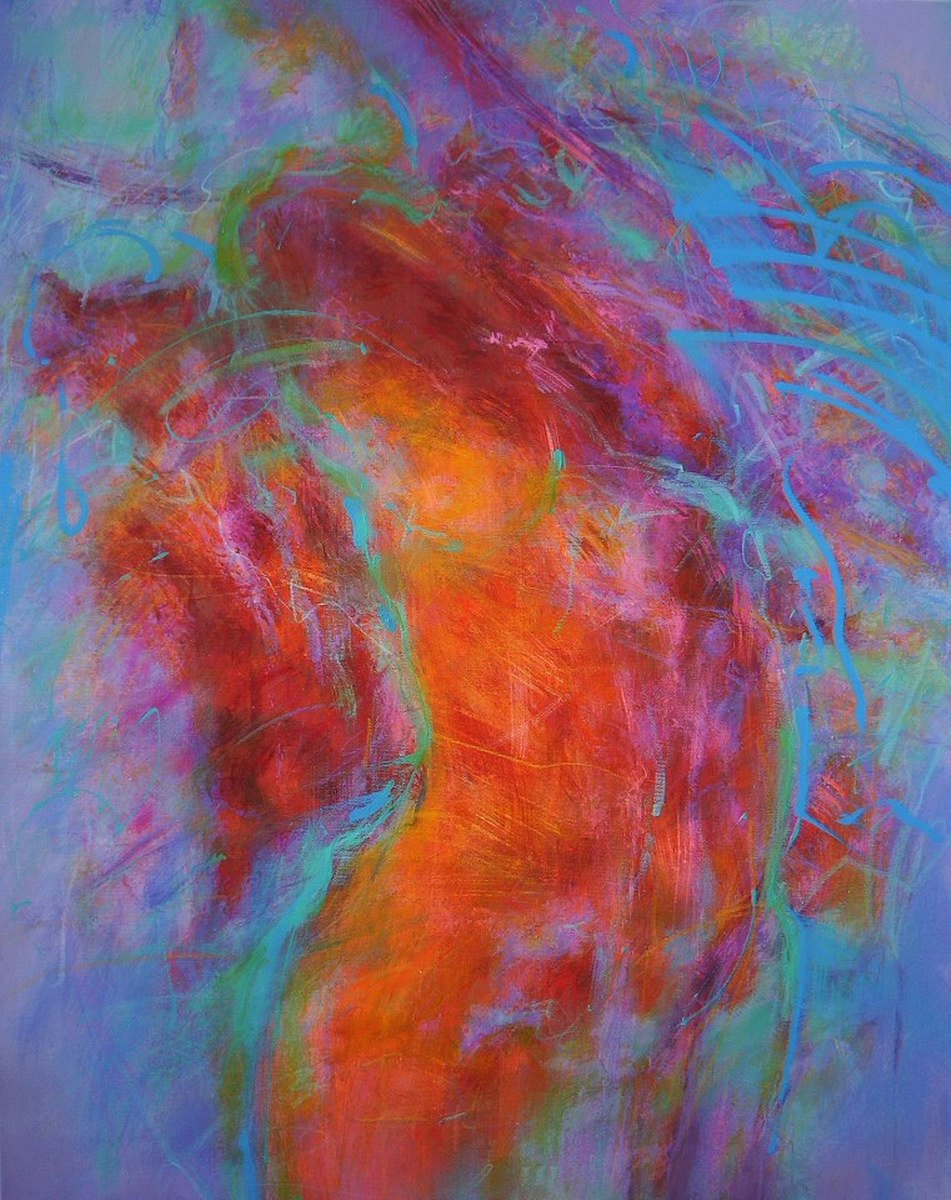
Act in Blues
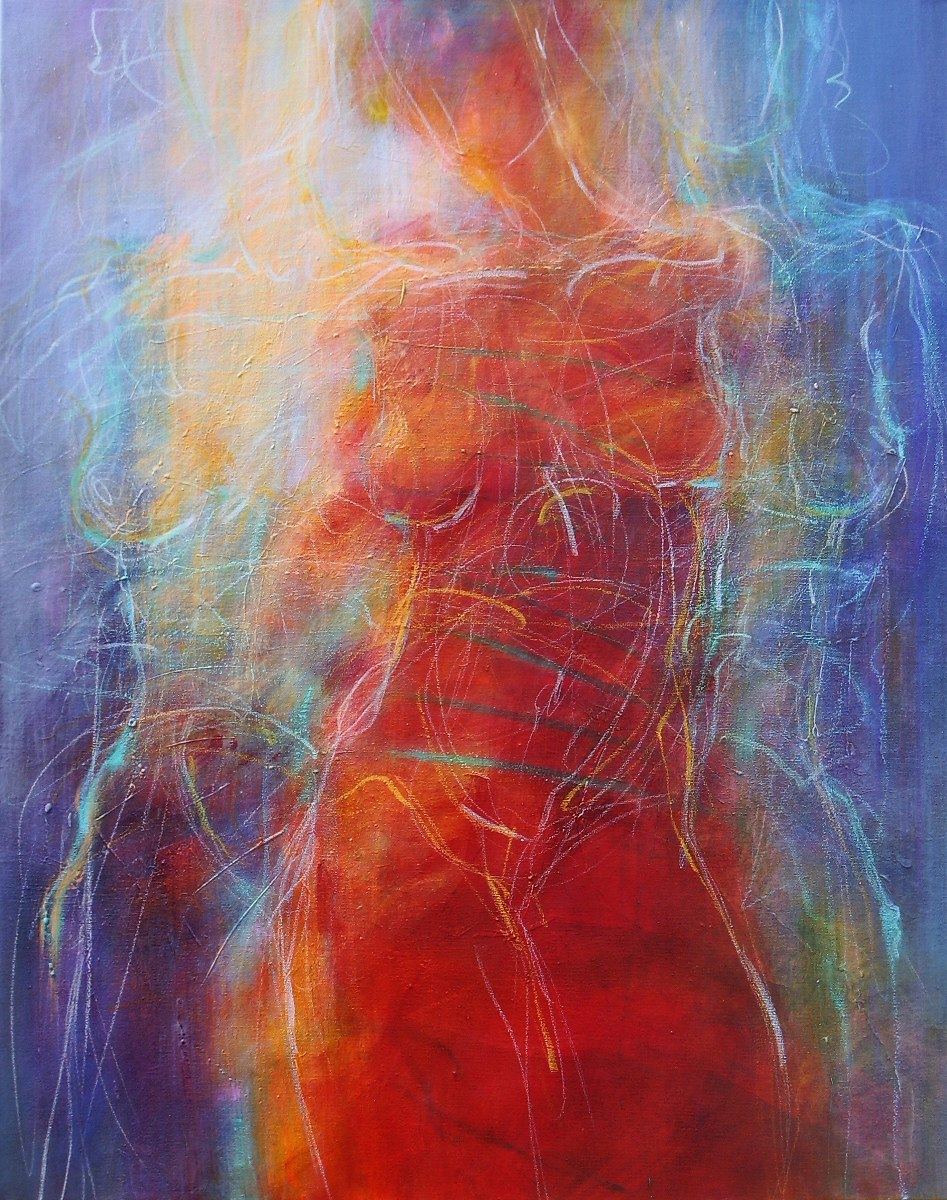
Act 2
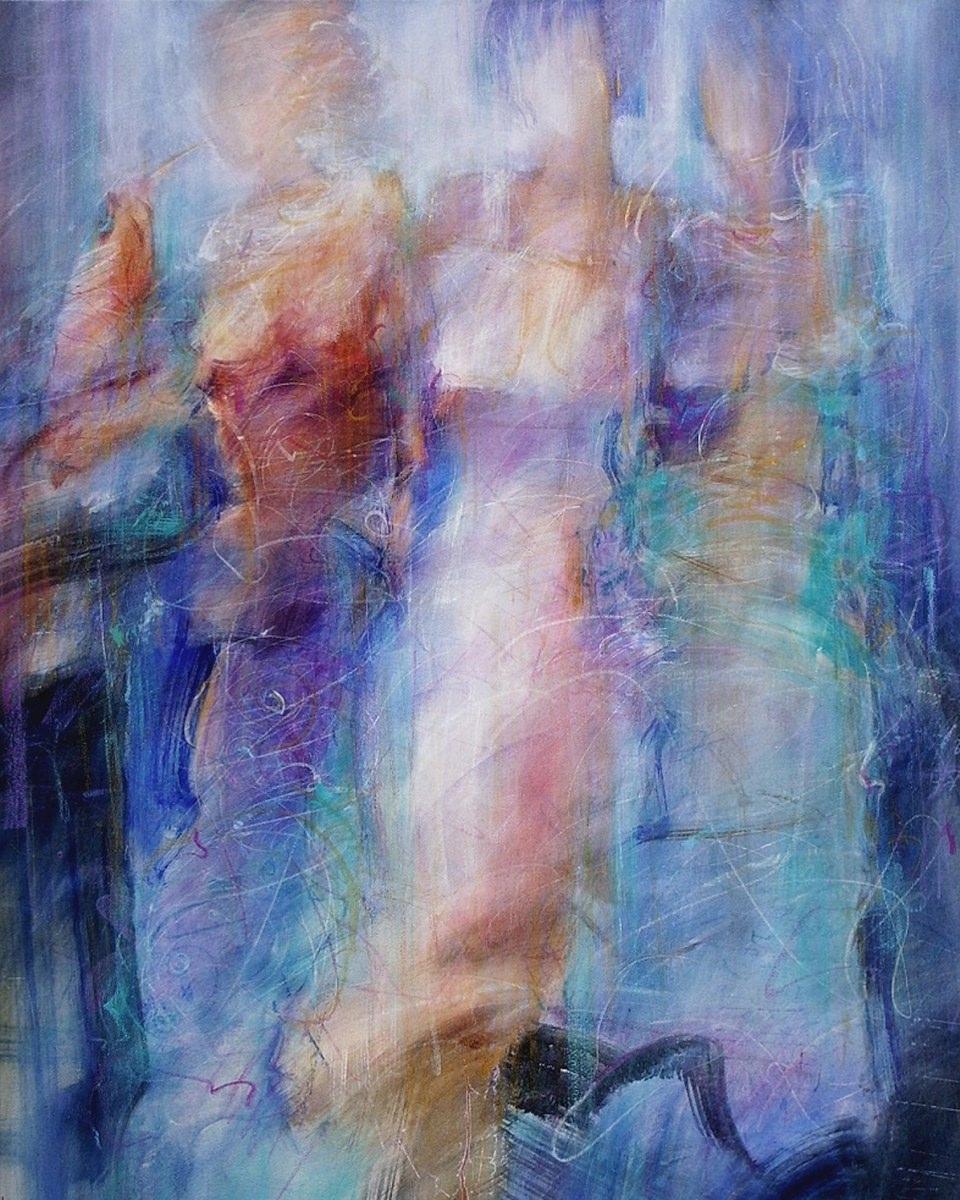
Three Graces in Blue

## Ausstellungen (Auswahl)
- 1999: Ostholstein-Museum, Eutin.[2]
- 2006–2007: selfportrait – a show for Bethlehem, gezeigt im International Center Al Kahf Art Gallery, Bethlehem, im Offizyna Art Space, Stettin, im Museo Arte Contemporaneo, Santa Fe (Argentinien), im Casoria Contemporary Art Museum, Neapel und im Museo Arte Contemporaneo Rosario, Rosario (Argentinien).[3]